# Fatoumata
Fatoumata ist ein in Westafrika gebräuchlicher weiblicher Vorname.

## Bekannte Namensträger
- Fatoumata Ba (* 1986), senegalesische Unternehmerin
- Fatoumata Baldé (Diplomatin) (* 1962), guineische Diplomatin
- Fatoumata Baldé (Fußballspielerin) (* 1993), guineische Fußballspielerin
- Fatoumata Coulibaly (Fußballspielerin) (* 1987), ivorische Fußballspielerin
- Fatoumata Coulibaly (Schauspielerin), malische Schauspielerin, Filmemacherin und Frauenrechtsaktivistin
- Fatoumata Dembélé Diarra (* 1949), malische Juristin
- Fatoumata Diarra (* 1989), malische Fußballspielerin
- Fatoumata Diawara (* 1982), malische Schauspielerin und Musikerin
- Fatoumata Tambajang (* 1949), gambische Politikerin